# Enicospilus zaporus
Enicospilus zaporus là một loài tò vò trong họ Ichneumonidae.